# 盧斗哲
盧斗哲（：／ Ro Tu Chol，1950年10月2日—），朝鮮政治人物。2009年4月起担任内阁副总理及朝鲜国家计划委员会主席。

## 生平
盧斗哲毕业于金策工业大学，获机械工程师资格。后历任朝鲜民主主义人民共和国国家计划委员会指导员、副局长、局长、副委员长等职。2009年4月，任内阁副总理兼国家计划委员会委员长。任内，他曾经多次访问中国。2012年4月，在朝鮮勞動黨第四次代表會議上，盧斗哲被补选为朝鲜劳动党中央政治局候补委员。2013年12月，张成泽被处决清算后，韩国媒体报道盧斗哲已与另一名副总理李武荣逃往中国寻求庇护。但2013年12月13日中华人民共和国外交部发言人洪磊对此予以否认。16日，南韓的《中央日報》也指盧斗哲的名字出現於國家檢閱委員長金國泰的葬禮委員會名單上，故此否定了盧斗哲出逃的傳聞。
2014年3月，盧斗哲在當屆的最高人民會議選舉中當選為代議員。